# Prima Divisione 2011-2012 (Yemen)
La Prima Divisione yemenita 2011-2012 è stata la 19ª edizione della massima competizione nazionale di calcio per club dello Yemen. La squadra campione in carica era l'Al-Oruba. 
Vi hanno partecipato 14 squadre, che si sono incontrate in gare di andata e ritorno, per un totale di 26 giornate. Al termine del campionato, le ultime quattro in classifica sono retrocesse nella Seconda Divisione yemenita. La prima e la seconda classificata si sono qualificate all'edizione 2012-2013 dell'AFC Cup.

## Squadre 2011-12
| Squadra             | Città      | Stadio                  | Stagione precedente |
| ------------------- | ---------- | ----------------------- | ------------------- |
| Al Ahli             | Taizz      | Al Shohada              | 9°                  |
| Al Ahli             | San'a      | Ali Muhesen Stadium     | 3°                  |
| Al Hilal Al Sahili  | Al Hudayan | Al Ulufi                | 5°                  |
| Al Ittihad          | Ibb        | International Stadium   | 7°                  |
| Al Oruba            | Zabid      | Ali Muhesen Stadium     | CAMPIONE            |
| Al Sha'ab Hadramaut | Al Mukalla | Baradem Mukalla Stadium | 6°                  |
| Al Sha'ab           | Ibb        | International Stadium   | 8°                  |
| Al Sha'ab           | San'a      | Ali Muhesen Stadium     | 4°                  |
| Shabab Al Baydaa    | Al Baydà   | Al Hadika               | 10°                 |
| Al Shula            | Aden       | May 22 Stadium          | seconda divisione   |
| Al Tilal            | Aden       | May 22 Stadium          | 2°                  |
| Al Wahda            | San'a      | Ali Muhesen Stadium     | seconda divisione   |
| Najm Sba            | Dhamar     | Dhamar Stadium          | seconda divisione   |
| Taliya              | Taizz      | Al Shohada              | seconda divisione   |

## Classifica
|                  | Pos. | Squadra             | Pt | G  | V  | N | P  | GF | GS | DR  |
| ---------------- | ---- | ------------------- | -- | -- | -- | - | -- | -- | -- | --- |
| Yemen (bandiera) | 1.   | Al-Sha'ab Ibb       | 48 | 26 | 13 | 9 | 4  | 39 | 20 | +19 |
|                  | 2.   | Al-Ittihad Ibb      | 48 | 26 | 14 | 6 | 6  | 28 | 20 | +8  |
|                  | 3.   | Al Oruba            | 46 | 26 | 13 | 7 | 6  | 38 | 20 | +18 |
|                  | 4.   | Al-Ahli San'a'      | 43 | 26 | 12 | 7 | 7  | 34 | 29 | +5  |
|                  | 5.   | Al-Hilal Al-Sahili  | 40 | 26 | 11 | 7 | 8  | 31 | 30 | +1  |
|                  | 6.   | Al-Sha'ab Hadramaut | 38 | 26 | 11 | 5 | 10 | 31 | 30 | +1  |
|                  | 7.   | Al-Tali'aa Taizz    | 37 | 26 | 11 | 4 | 11 | 27 | 22 | +5  |
|                  | 8.   | Al Shula            | 36 | 26 | 9  | 9 | 8  | 29 | 19 | +10 |
|                  | 9.   | Al Wahda            | 34 | 26 | 10 | 4 | 12 | 31 | 34 | -3  |
|                  | 10.  | Al-Tilal            | 33 | 26 | 8  | 9 | 9  | 20 | 26 | -6  |
|                  | 11.  | Shabab Al Baydaa    | 31 | 26 | 9  | 4 | 13 | 27 | 38 | -11 |
|                  | 12.  | Al-Sha'ab Sana'a    | 26 | 26 | 7  | 5 | 14 | 16 | 28 | -12 |
|                  | 13.  | Al-Ahli Ta'izz      | 23 | 26 | 5  | 8 | 13 | 25 | 35 | -10 |
|                  | 14.  | Najm Sba            | 18 | 26 | 4  | 6 | 16 | 16 | 41 | -25 |

Legenda:

      Ammessa alla Coppa dell'AFC 2013
Note:
Tre punti a vittoria, uno a pareggio, zero a sconfitta.

## Spareggio scudetto
| Sana'a 25 luglio 2012, ore 17:30 UTC+6 | Al-Ittihad Ibb | 2 – 3 | Al-Sha'ab Ibb | Ali Muhsen Al-Muraisi Stadium (Sana'a) |